# 仁慈医院
仁慈医院（ Love and Mercy Hospital ）是由美南长老会创办，位于中国江苏淮安的一所著名医院。
1887年，美南长老会传教士赛兆祥（Absalom Sydenstricker，1852年－1931年，赛珍珠之父）、林嘉善（Edgar Archibald Woods）来到江苏北部京杭大运河畔的商业重镇清江浦。1888年，林嘉善医生在东门口慈云寺开了第一家西医门诊。1892年，林嘉善正式收到官府的批文，正式挂牌仁慈医院。1898年，林嘉善、林嘉美兄弟在老坝口基隆巷内盖了一座小教堂，将仁慈医院迁到那里。1899年，林嘉善返回美国，由1894年来淮的林嘉美（James Baker Woods）医生接任院长。由于林嘉美的善行，以及西医对疟疾和伤寒的治疗很有效，仁慈医院得到中国居民的认同，业务逐渐发展起来。
1912年，林嘉美在清江浦外城东北部的水渡口（今淮安市中医院所在地）购买了80亩土地，建起了正规的医院建筑群，人员、设备具有一定规模。1914年10月迁入。北院还有3幢外侨居住的西式三层小洋楼。仁慈医院呈鼎盛时期，成为该会全球最大的医院。护士长是美籍李如兰小姐。
1935年，林嘉美年事已高，1916年来此的钟爱华医生（Nelson Bell，1894年－1973年）接任院长之职。
1937年－1939年，抗日战争初期，淮阴一度成为江苏省的临时省会，因此日军飞机常来此轰炸，仁慈医院的美国标志使其成为大批和平居民的避难所。太平洋战争爆发后，1942年4月，院长钟爱华等美籍人员被迫回国，仁慈医院更名为淮阴医院，中国医生曹济生主持医院工作。钟爱华回国后，1970年代曾任美国总统对华事务顾问。1943年，他在淮出生长大的次女钟路得（Ruth McCue Bell，1920年—）与葛培理牧师（Billy Graham）结婚，葛后来成为美国最有影响的基督教福音派领袖，著名布道家。
1945年，新四军攻占淮阴，仁慈医院变成了新四军第三师野战医院。1946年，仁慈医院恢复。1948年，仁慈医院躲避战火，南迁镇江伯先路小街41号内地会教堂，中国医生谷懿之和高治平先后任院长。1948年12月，仁慈医院的主体建筑被第二次国共内战的战火摧毁。1951年6月14日，苏北行政公署淮阴专区到镇江伯先路接收仁慈医院的设备，另择新址（博古路，今淮海南路）开办了清江市人民医院，即今淮安市第二人民医院、江苏省淮安仁慈医院。现在是一所三级甲等医院，有600床位，日门诊量1100人。水渡口仁慈医院旧址长期作为军事用途，1981年葛培理夫妇来淮访问后，改办市中医院。